# 友枝昭世
友枝 昭世（ともえだ あきよ、1940年（昭和15年）3月24日- ）は、喜多流能楽師。

## 経歴
友枝喜久夫の長男として東京に生まれる。1946年喜多流十五世宗家喜多実に師事。1947年『鞍馬天狗』花見で初舞台。1950年『西王母』で初シテ。
1978年芸術選奨新人賞受賞。1982年重要無形文化財「能楽」保持者に認定（総合認定）。2000年紫綬褒章受章。2003年日本芸術院賞受賞。2008年能シテ方として重要無形文化財保持者に各個認定（人間国宝）。2011年日本芸術院会員。2020年旭日中綬章受章。
喜多流職分協議会代表。「友枝会」・「友枝昭世の会」主宰。國學院大學文学部卒業。
戦後の能の世界におけるカリスマの一人であった観世寿夫の芸風をもっとも受け継いでいるのが友枝昭世であるとも言われている。